# Rhegmoclema pleonasmon
Rhegmoclema pleonasmon är en tvåvingeart som beskrevs av Cook 1971. Rhegmoclema pleonasmon ingår i släktet Rhegmoclema och familjen dyngmyggor. Inga underarter finns listade i Catalogue of Life.